# Anserimimus
 Anserimimus  ist eine Dinosauriergattung aus der Gruppe der Ornithomimosauria innerhalb der Theropoda. Er lebte in der späten Oberkreide im heutigen Ostasien. 

## Merkmale
Von Anserimimus sind bislang nur Teile des Rumpfskelettes bekannt. Soweit bekannt, glich sein Körperbau weitgehend dem der übrigen Ornithomimosauria. Es war ein schlanker, leicht gebauter Dinosaurier, der sich biped auf den Hinterbeinen fortbewegte. Vermutlich konnte er dank seiner grazilen Beine und seiner verlängerten Unterschenkel und Mittelfußknochen schnell laufen. Die Arme waren kräftiger als die seiner Verwandten. Der Oberarmknochen wies vergrößerte Epicondyli (Knochenvorsprünge, die als Muskelansatzstelle dienten) auf und die Krallen der Finger waren nicht gebogen und an der Unterseite abgeflacht. Der Schädel ist bislang nicht bekannt. Wovon sich Anserimimus ernährte, ist ebenso unklar wie die Funktion der kräftigen Arme.

## Entdeckung und Benennung
Die fossilen Überreste von Anserimimus wurden in der Nemegt-Formation in der mongolischen Provinz Bajanchongor-Aimag entdeckt und 1988 erstbeschrieben. Der Name bedeutet „Gänse-Nachahmer“ und steht in der Tradition, dass Ornithomimosauria häufig als Nachahmer (-mimus) von diversen Vögeln bezeichnet werden. Typusart und einzig bekannte Art ist Anserimimus platinychus. Der Fund wird chronostratigraphisch in die späte Oberkreide (frühes Maastrichtium) und geochronologisch auf ein Alter von 72 bis 69 Millionen Jahre datiert.